# Invasió del Daguestan (1999)

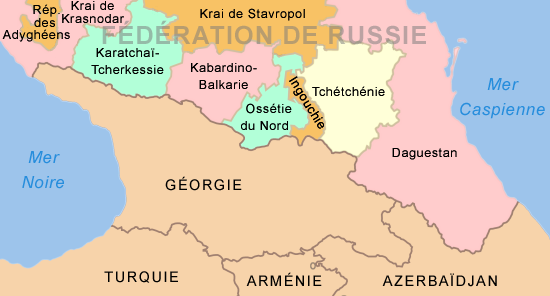
Mapa del Daguestan i del Caucas

La invasió del Daguestan, també coneguda com a Guerra del Daguestan, és un conflicte armat que comença quan un grup basat a Txetxènia, la Brigada Islàmica Internacional (IIPB), una milícia islàmica liderada pels caps militar Shamil Basayev i Ibn al-Khattab, envaeixen la república russa veïna, és a dir, el Daguestan, el 7 d'agost del 1999. La guerra acaba amb la retirada de l'IIPB, però convertint-se un l'un dels factors de provocació de la Segona Guerra de Txetxènia.

## Antecedents
Moviments islamistes radicals –el wahhabisme- s'han anat instal·lant des de finals del 1980 al Daguestan. L'un dels representants dels wahhabites daguestànics fou Bagautdin Kebede, establert durant la primera guerra de Txetxènia i en contacte estret amb els països àrabs. Després de la mort de Doudaiev i el final de la primera guerra de Txetxènia, els partidaris del wahhabisme van guanyant ràpidament terreny a Txetxènia. Entre el 1997 i 1998, Txetxènia serveis d'asil polític als islàmics del Daguestan. Alguns d'entre ells havien combatut al costat dels separatistes durant la primera guerra de Txetxènia, d'altres en canvi, van participar en la insurrecció del Daguestan salafista. El cas, però, és que després de la primera guerra txetxena la intenció és unir el Daguestan amb Txetxènia separant-los de la federació russa. El 1999 les milícies de Kebedov s'infiltren en petits grups del Daguestan, controlant-hi bases militars, magatzems d'armes i zones de muntanya més allunyades. Al juny i agost del 1999 ataquen i maten diversos policies daguestànics. El govern daguestànic apel·la les tropes federals russes del districte militar del Nord-Caucas per portar una operació militar a gran escala contra els islamistes. Amb l'atemptat contra els immobles d'habitacions a Rússia comesos durant aquesta escalada de tensió, s'inicia la invasió de Txetxènia.